# Ceyx melanurus
Guarda-rios-pigmeu-filipino ou martim-pigmeu-filipino (Ceyx melanurus) é uma espécie de ave da família Alcedinidae.
É endémica das Filipinas. Os seus habitats naturais são: florestas subtropicais ou tropicais húmidas de baixa altitude. Está ameaçada por perda de habitat.